# Jeremie Frimpong
Jeremie Agyekum Frimpong (ur. 10 grudnia 2000 w Amsterdamie) – holenderski piłkarz ghańskiego pochodzenia występujący na pozycji bocznego obrońcy w angielskim klubie Liverpool F.C.. Wychowanek Manchesteru City, w trakcie swojej kariery grał także w Celtiku oraz w Bayerze Leverkusen. Reprezentant Holandii.